# いすゞ・PAネロ
PAネロ（ピー・エー ネロ）は、いすゞ自動車が生産しヤナセが販売した小型乗用車。
アメリカにおいて、ゼネラルモーターズのGEO（ジオ）チャンネルの“ストーム”として販売していた3代目ジェミニベースのクーペモデルを、日本国内向けに若干の仕様変更を施して1990年5月より販売した（発売自体は国内のいすゞ・ジェミニクーペよりも早い）。ボディは基本的には3代目ジェミニのクーペおよびハッチバックモデルと共通であるが、フロントとリアのデザインが変更されている。
生産は国内外向け全てのモデルがいすゞ自動車・藤沢工場で行われていた。

## 概要

### ジオ・ストーム
1980年代初め、当時ゼネラルモーターズ（GM）の傘下にあったいすゞ自動車は、GMのシボレーディビジョン向けに2代目ジェミニを供給していた。その後、ジェミニが次期型（3代目）に移行するにあたり、GMの要望により同社への供給を前提とした開発が行われることとなる。これにはジェミニの販売が北米市場である程度成功していたことと、当時需要の増していた小型車を生産する必要に迫られていたGMが、内製での開発費を抑えるためにグループ企業に開発させるという目的があったことに加え、シボレーブランドにおいて、高級車のコルベット、普及車のカマロに続く廉価なスペシャルティカーを誕生させたかったという経緯があるといわれる。
開発に際しては、従来いすゞの乗用車のデザインはベレット以降はイタルデザイン（ジョルジェット・ジウジアーロ）に委託していたが、上記の経緯により3代目ジェミニはGMデザインが基本コンセプトを提案している。このため3代目ジェミニは北米市場を主眼に置くこととなり、セダンと平行して開発されていたクーペモデル（後のストーム）からデザインが行われ、展開されることとなった。
ストームは「カプセルフォルム」の具体化をデザインコンセプトに掲げ、原案から製品デザインに仕上げたのは後の金沢美術工芸大学教授の浅野隆である。シボレーの姉妹ブランドであるジオ向けへの供給を前提としていたこともあり、日本車離れしたカマロ風のアクの強いフロントデザインを持っている。
ストームの北米での販売成績は、当時の湾岸戦争危機による原油高の影響から来た小型車ブームの波に乗ったためかなりの好調で、多い月では月販1万台を超えるほどであり、年間を通じても約9万台の販売を達成、輸入車としては異例のベストセラーとなった。機構に意欲的な試みが導入されていることもあって、スポーツコンパクトカーとしても人気を博し、改造車の雑誌（ターボマガジン等）などにも度々登場していた。
1992年には1,800ccの「4XF1」エンジンを搭載し、リトラクタブル・ヘッドライトを廃したマイナーチェンジも行われた。また、アメリカ合衆国での好調な販売を受けてカナダでもストームの販売要望が上がり、同年からシボレー系列で販売が開始された。また、ポンティアック系列にはストームの代替として2代目ピアッツァベースのアスナ・サンファイアが供給された。
その後も販売は好調であったが、1993年のいすゞの乗用車生産撤退に伴い1994年12月に生産が、1995年1月に販売も打ち切られることとなった。

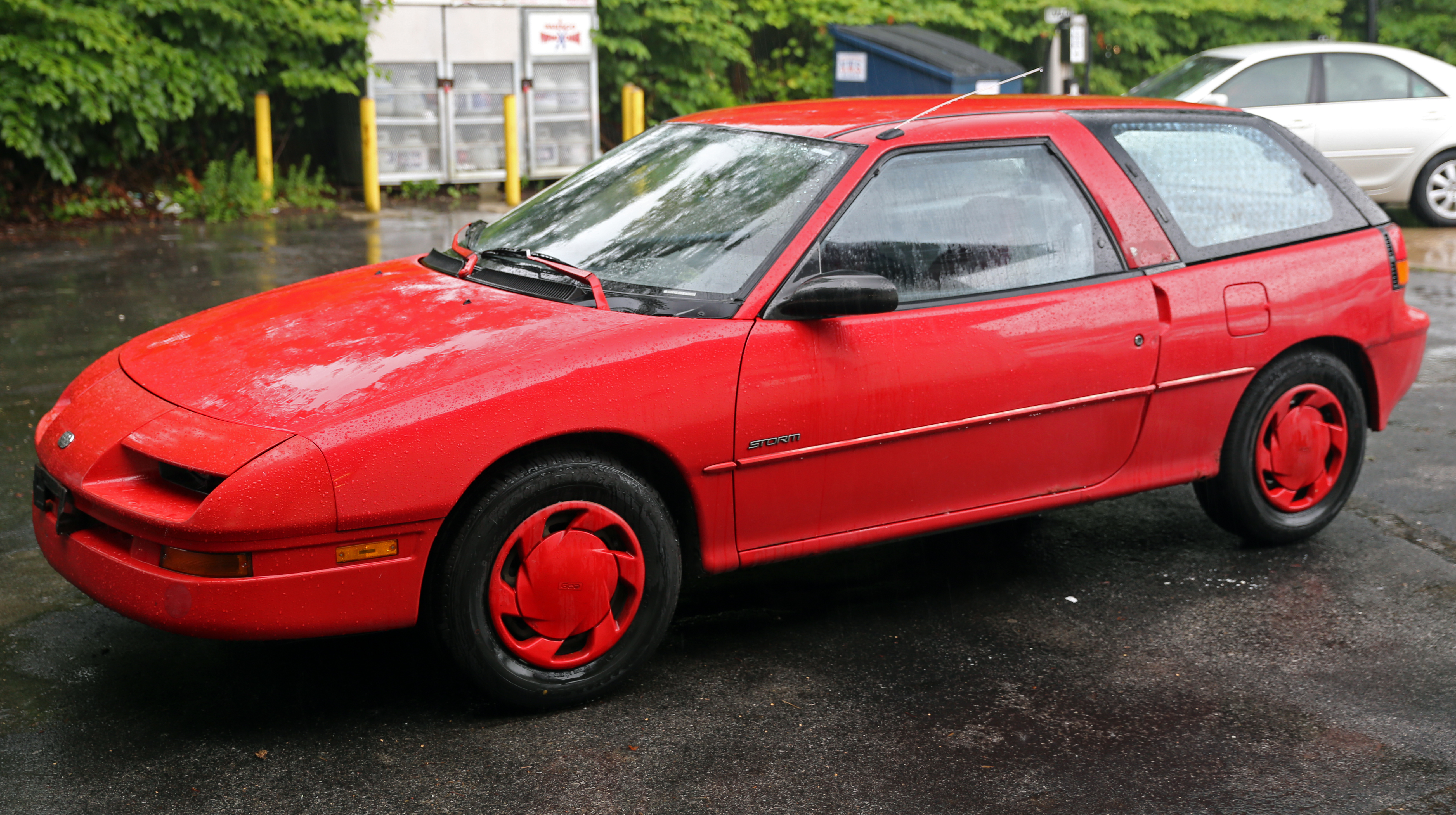
前期型ハッチバック 1990年 - 1992年
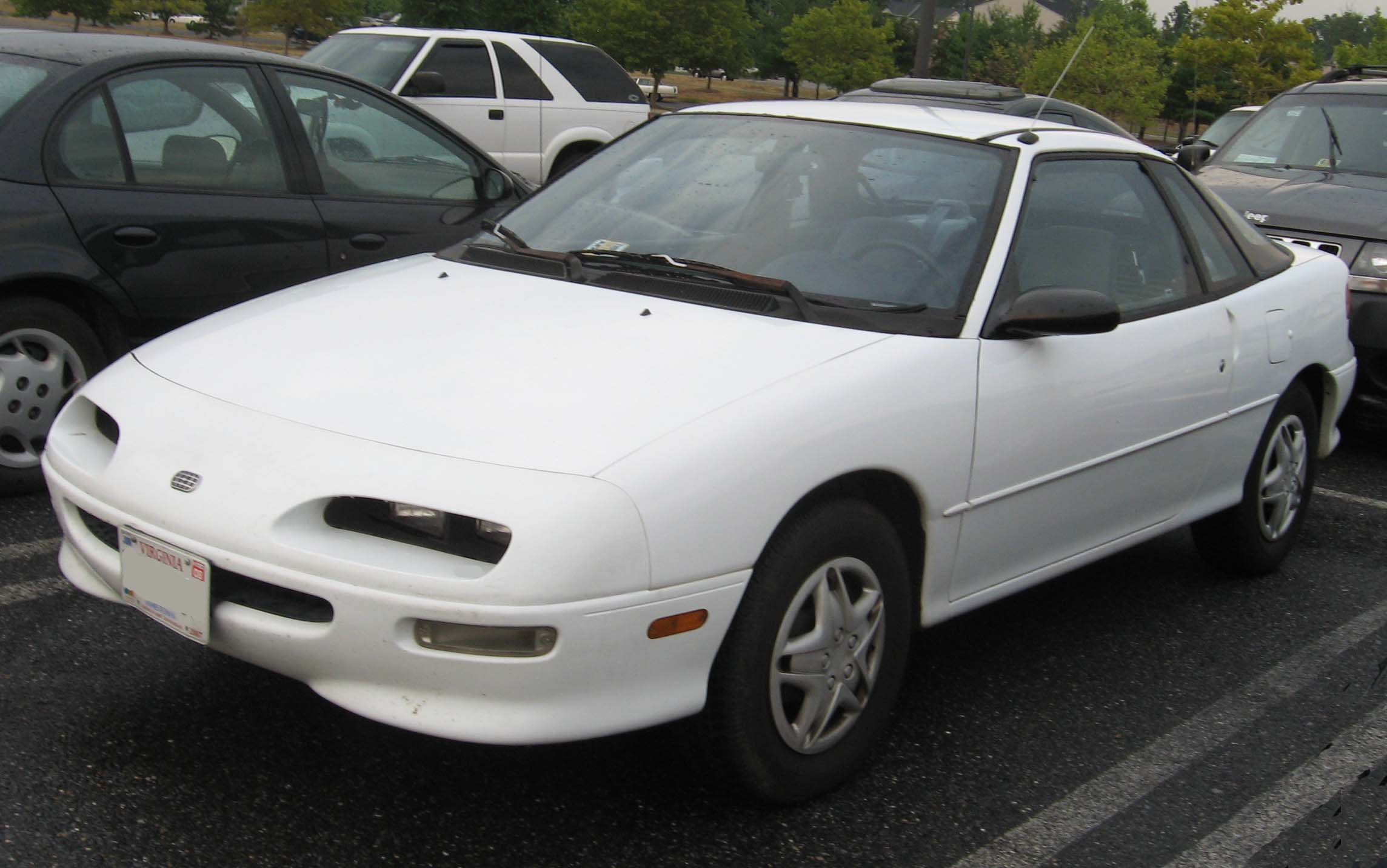
後期型クーペ 1992年 - 1994年

| 年     | アメリカ  | カナダ  |
| ------ | --------- | ------- |
| 1995年 | 51台      | －      |
| 1994年 | 4,869台   | 6台     |
| 1993年 | 42,913台  | 3,247台 |
| 1992年 | 68,735台  | 2,722台 |
| 1991年 | 77,186台  | －      |
| 1990年 | 86,257台  | －      |
| 計     | 280,011台 | 5,975台 |

- 前期型ハッチバック
1990年 - 1992年
- 後期型クーペ
1992年 - 1994年

### PAネロ
1980年代末、いすゞが輸入車ディーラーであるヤナセへの専売モデルとして供給していたピアッツァ・ネロはモデル末期を迎えていた。専売モデルを次期型へと移行させるに当たり、ヤナセは当時いすゞと縁の深かったGMとの関係を深めるため、いすゞがGMへ供給する予定であったストームについて、開発時から日本国内でヤナセにおいて少数販売することで合意する。
1990年（平成2年）、PAネロはピアッツァ・ネロの後継として、ストームを日本市場向けに微調整したモデルとして誕生した（PAネロのリアサイドガラスには「PIAZZA Vi Augura Successo」の文字が入っていた）。しかし、1年後の1991年（平成3年）8月にいすゞから正式なピアッツァの2代目モデルが発売されると、ヤナセ専売の2代目ピアッツァ・ネロも設定され、PAネロと併売されることになった。PAネロと2代目ピアッツァはシャーシは同一であるものの、エンジンや各パーツの多くに違いがある。
PAネロのベースモデルは北米仕様のストームに準じており、サスペンションはジェミニに比べ乗り心地重視でバネレートが低い物が採用され、シートはストームGSiの物がそのまま採用されるなど変更点は少ない。日本向け仕様への独自の変更点は、クラスタースイッチの構成変更、オートエアコン、パワーウインドウの装備、AT用の電子制御切り替え装置の搭載により燃費重視のギア比設定「エコノミーモード」、ATの1 - 4速をミッションに見立て、各速でギア比を固定した「マニュアルモード」の追加となっている（ストーム前期型のATは3速のみ）。逆にストームでは標準装備となっていたエアバッグやリアトレイはオプション設定となった。
デビュー当初は、3ドアクーペボディに1,600ccDOHCエンジンを搭載した「1.6X」「1.6S」(型式：JT191F、1991年よりそれぞれ『160X』『160S』へ変更）のみであったが、同年11月に3ドアハッチバックボディが追加される。
1991年2月、クーペ、ハッチバックそれぞれのボディに、ストームには設定のなかった1,600ccDOHCターボエンジンと4WDを組み合わせた「イルムシャー160R」（型式：JT191S）と、1,500ccSOHCエンジンを搭載した「150J」（型式：JT151）がラインナップされる。
また、限定車として1991年（平成3年）5月に「ハンドリング・バイ・ロータス」が200台、1992年（平成4年）5月に「イルムシャー160F」が100台、それぞれ発売されている。いずれも前輪駆動（FF）の自然吸気（NA）エンジン搭載モデルであった。
ストームが1992年に実施したフェイスリフトはPAネロでは行われず、終始リトラクタブル・ヘッドライトのままであった。ただし、同年の東京モーターショーにて展示された「ジェミニ・ウィザード」は、フェイスリフト後のストームのフロントデザインを採用している。
1994年（平成6年）12月、いすゞ自動車の小型乗用車生産撤退に伴い生産を終了した。元々の想定月販目標が300台とあまり高くなかったこともあり、北米でのヒットとは裏腹に日本国内での総生産台数はわずか3,000台弱に留まった。

## 機構
駆動方式はFFだが、イルムシャーR仕様車は4WD(LSDを利用したトルク可変機構付)となっている。エンジンは1,500ccSOHC（4XC1型）、1,600ccDOHC（4XE1型）、同インタークーラーターボ付（4XE1-T型、イルムシャーR専用）の3種類。
サスペンションは四輪独立操架で、前輪がマクファーソンストラットコイル、後輪には4WSの一種であるニシボリック・サスペンションを装備する。ステアリングはパワーステアリング付ラックアンドピニオン式。変速機構は5速MTと電子制御4速AT（イルムシャーRは5MTのみ設定）で、ブレーキは前後輪ともサーボ付きディスクブレーキとなっている。